# تندای
تندای (به ژاپنی: 天台宗 Tendai-shū) یکی از فرقه‌های دین بودایی در ژاپن است. این فرقه در دوره هی‌آن (سال‌های ۱۱۸۵–۷۹۴) توسط سایچو (سال‌های حیات ۸۲۲–۷۶۶) بنیان‌گذاری شد. تندای به عنوان بخشی از یک ترکیب عظیم از چندین دیدگاه بودایی و نیز شامل خطوطی از باطن‌گرایی است.